# بخش جفرسون (ناکس کانتی، اوهایو)
بخش جفرسون (به انگلیسی: Jefferson Township) یک منطقهٔ مسکونی در ایالات متحده آمریکا است که در شهرستان ناکس، اوهایو واقع شده‌است.
 بخش جفرسون ۸۵٫۱ کیلومتر مربع مساحت و ۶۳۳ نفر جمعیت دارد و ۳۱۴ متر بالاتر از سطح دریا واقع شده‌است.